# Chiesa di San Canziano (Padova)
La chiesa di San Canziano è un edificio religioso di origine medievale che sorge nel centro di Padova, verso piazza delle Erbe. Attualmente è rettoria affidata ai sacerdoti legionari di Cristo. In questo momento, è ufficialmente l'unica chiesa della diocesi di Padova dove viene celebrata, nelle domeniche e festività di precetto, la Messa nella forma tradizionale del rito romano ("Missale Romanum" del 1962).

## Storia
La chiesa titolata ai santi Canzio, Canziano e Canzianilla, martiri aquileiesi, viene citata per la prima volta in un atto notarile del 1034 mentre altri documenti la riportano come danneggiata dal terremoto del 1117 e dall'incendio del 1174. Il 9 giugno 1180 fu teatro della storica pace tra i Caminesi e i cittadini di Conegliano. La chiesa medievale a tre navate, orientata con abside a levante venne radicalmente alterata tra il 1595 e il 1617, grazie all'eredità di don Cesare Mantova, parroco per 27 anni. Nell'anno 1617 furono conclusi i lavori di restauro, che portarono la zona presbiteriale al lato meridionale e la costruzione della solenne facciata verso piazza delle Erbe. La chiesa venne definitivamente consacrata il 24 ottobre 1757 dal vescovo Alessandro Papafava.

## Descrizione

### Esterno
Sul fianco destro sono riconoscibili le piccole aperture e il rosone della primitiva facciata risalente al XII secolo, mentre l'attuale facciata, già attribuita ad Andrea Palladio e ora riferita all'opera di Vincenzo Dotto e di Giambattista della Sala, è scandita da quattro semi colonne corinzie poste su alto basamento e gioca sulle tonalità del cotto e dell'intonaco. Le nicchie tra gli intercolumni sono occupate da l'Umiltà (o la Purità) e la Verginità, di Antonio Bonazza. Sopra, due bassorilievi settecenteschi raffiguranti i la prova e il martirio dei santi titolari della chiesa. Sotto, a sinistra, la lapide funeraria del medico Bartolomeo Campo, a destra un'iscrizione che ricorda il testamento di don Cesare Mantova. Sull'attico sono posti le statue de I quattro Evangelisti, opere di Pietro Danieletti. 
Sulla falsa arcata che si apre al centro della facciata, un affresco monumentale di Guy Louis II Vernansal raffigurante l'Immacolata Concezione tra i santi titolari, opera gravemente danneggiata dalle intemperie.
Sul retro si innalza il piccolo campanile romanico del XII secolo.

### Interno

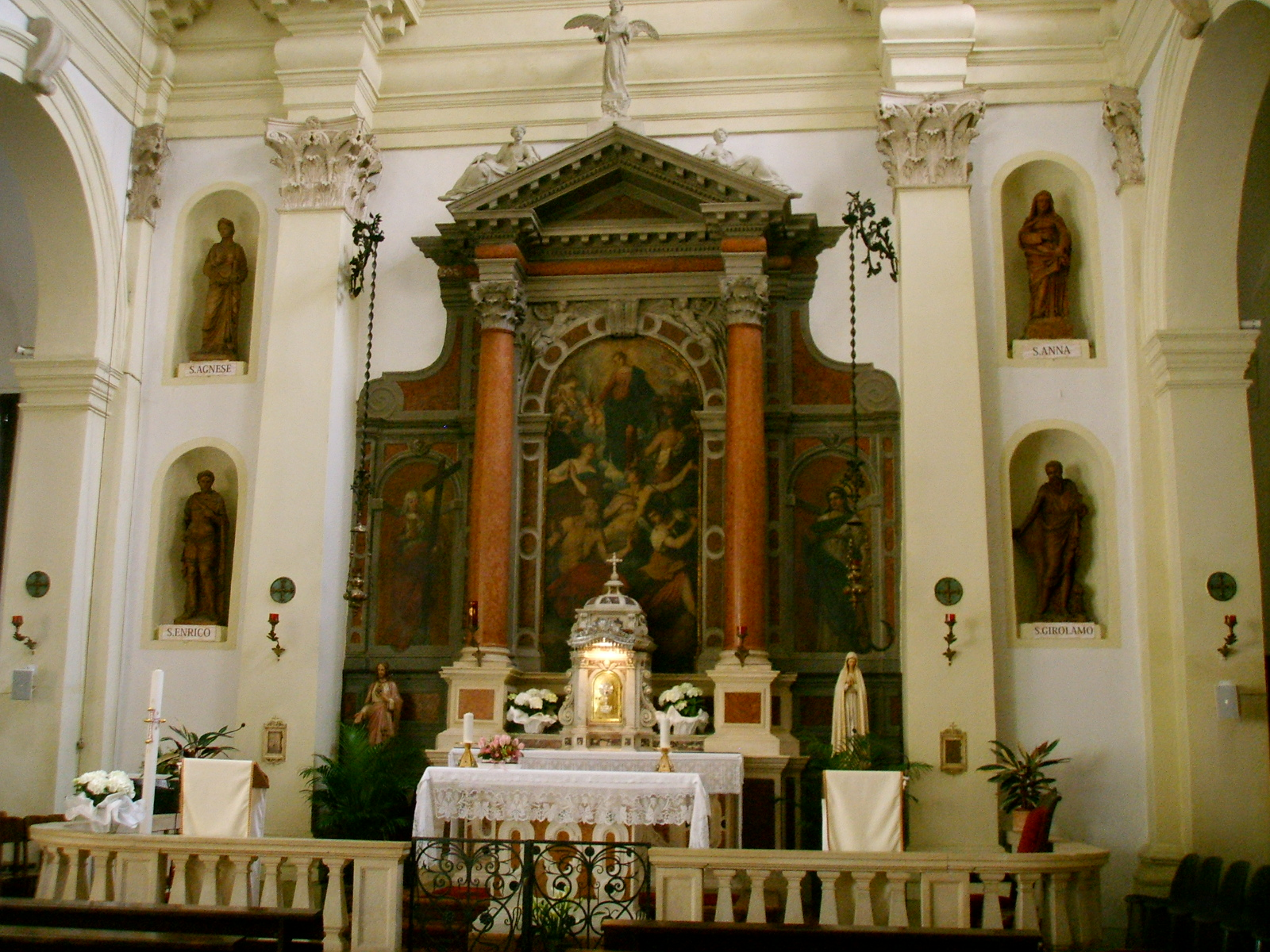
Altare Maggiore.

La pianta, praticamente quadrata, è suddivisa in tre brevi navate, in un alzato classico e austero ritmato da pilastri compositi e voltato a botte. L'aula è illuminata da finestre termali.
Il presbiterio è separato dalla navata centrale da una balaustra settecentesca, e l'altare maggiore è addossato ad una parete mossa da lesene corinzie e quattro nicchie che ospitano le statue di Sant'Agnese, Sant'Anna e San Girolamo terrecotte di Andrea Briosco mentre Sant'Enrico, sempre in terracotta, è attribuito a Bartolomeo Bellano. L'altare, costruito nel 1611 a spese di Girolamo Tiraboschi ospita la pala raffigurante la Vergine venerata dai Santi Canziano, Canzio, Canzianilla e Proto, titolari della chiesa, opera di Alessandro Varotari. 
L'altare a sinistra, era un tempo dedicato a Sant'Antonio ed ospitava la pala di Pietro Damini raffigurante il Miracolo del cuore dell'avaro commissionata nel 1618 da Cesare ed Antonio Bolzetta pure raffigurati, ora posta sopra la sacrestia (il cerusico che visita l'avaro è il ritratto dell'illustre Girolamo Fabrici d'Acquapendente). L'altare ora è dedicato a Santa Rita, devozione introdotta nei primi anni del '900 da don Pericle Penzo. La pala degli anni '30 è opera di Cecilia Cagnato Piva, che ebbe maternità per intercessione della santa (la pittrice raffigurò il figlio come cherubino). Sotto la mensa è posto uno straordinario Cristo morto di Andrea Briosco, opera in terracotta policroma. 
Nell'altare sulla navata destra, pala con Immacolata Concezione di Francesco Zanella. Alle pareti altre tele sei-settecentesche, come la Pentecoste (di mano ignota) e San Carlo Borromeo in processione tra gli appestati di Giovanni Battista Bissoni. 
Vicino all'ingresso una lapide ricorda la consacrazione della chiesa.